# Lista odcinków serialu Humans
Poniżej znajduje się lista odcinków serialu telewizyjnego Humans – emitowanego przez brytyjską stację Channel 4 od 1 czerwca 2015 roku do 5 lipca 2018 roku. Powstały trzy sezony, które łącznie składają się z 24 odcinków. W Polsce był emitowany od 12 maja 2016 roku do 26 listopada 2019 roku przez AMC Polska.
| Sezon | Sezon | Odcinki | Oryginalna emisja    | Oryginalna emisja | Oryginalna emisja   | Oryginalna emisja | Oryginalna emisja |
| Sezon | Sezon | Odcinki | Premiera sezonu      | Finał sezonu      | Premiera sezonu     | Finał sezonu      |                   |
| ----- | ----- | ------- | -------------------- | ----------------- | ------------------- | ----------------- | ----------------- |
|       | 1     | 8       | 14 czerwca 2015      | 2 sierpnia 2015   | 12 maja 2016        | 30 czerwca 2016   |                   |
|       | 2     | 8       | 30 października 2016 | 18 grudnia 2016   | 12 stycznia 2017    | 2 marca 2017      |                   |
|       | 3     | 8       | 17 maja 2018         | 5 lipca 2018      | 8 października 2018 | 26 listopada 2018 |                   |

## Sezon 1 (2015)
| Nr | # | Tytuł     | Reżyseria       | Scenariusz                      | Premiera (Channel 4) | Premiera AMC Polska |
| -- | - | --------- | --------------- | ------------------------------- | -------------------- | ------------------- |
| 1  | 1 | Episode 1 | Sam Donovan     | Sam Vincent, Jonathan Brackley  | 14 czerwca 2015      | 12 maja 2016        |
| 2  | 2 | Episode 2 | Sam Donovan     | Sam Vincent, Jonathan Brackley  | 21 czerwca 2015      | 19 maja 2016        |
| 3  | 3 | Episode 3 | Daniel Nettheim | Sam Vincent, Jonathan Brackley  | 28 czerwca 2015      | 26 maja 2016        |
| 4  | 4 | Episode 4 | Daniel Nettheim | Joe Barton                      | 5 lipca 2015         | 2 czerwca 2016      |
| 5  | 5 | Episode 5 | Lewis Arnold    | Emily Ballou                    | 12 lipca 2015        | 9 czerwca 2016      |
| 6  | 6 | Episode 6 | Lewis Arnold    | Sam Vincent, Jonathan Brackley  | 19 lipca 2015        | 16 czerwca 2016     |
| 7  | 7 | Episode 7 | China Moo-young | Sam Vincent & Jonathan Brackley | 26 lipca 2015        | 23 czerwca 2016     |
| 8  | 8 | Episode 8 | China Moo-young | Sam Vincent & Jonathan Brackley | 2 sierpnia 2015      | 30 czerwca 2016     |

## Sezon 2 (2016)
| Nr | # | Tytuł     | Reżyseria           | Scenariusz                     | Premiera (Channel 4) | Premiera AMC Polska |
| -- | - | --------- | ------------------- | ------------------------------ | -------------------- | ------------------- |
| 9  | 1 | Episode 1 | Lewis Arnold        | Sam Vincent, Jonathan Brackley | 30 października 2016 | 12 stycznia 2017    |
| 10 | 2 | Episode 2 | Lewis Arnold        | Sam Vincent, Jonathan Brackley | 6 listopada 2016     | 19 stycznia 2017    |
| 11 | 3 | Episode 3 | Carl Tibbetts       | Charlie Covell, Iain Weatherby | 13 listopada 2016    | 26 stycznia 2017    |
| 12 | 4 | Episode 4 | Carl Tibbetts       | Joe Barton                     | 20 listopada 2016    | 2 lutego 2017       |
| 13 | 5 | Episode 5 | Francesca Gregorini | Jonathan Brackley, Sam Vincent | 27 listopada 2016    | 9 lutego 2017       |
| 14 | 6 | Episode 6 | Francesca Gregorini | Joe Barton                     | 4 grudnia 2016       | 16 lutego 2017      |
| 15 | 7 | Episode 7 | Mark Brozel         | Jonathan Brackley, Sam Vincent | 11 grudnia 2016      | 23 lutego 2017      |
| 16 | 8 | Episode 8 | Mark Brozel         | Jonathan Brackley, Sam Vincent | 18 grudnia 2016      | 2 marca 2017        |

## Sezon 3 (2018)
| Nr | # | Tytuł     | Reżyseria      | Scenariusz                     | Premiera (Channel 4) | Premiera AMC Polska  |
| -- | - | --------- | -------------- | ------------------------------ | -------------------- | -------------------- |
| 17 | 1 | Episode 1 | Jill Robertson | Sam Vincent, Jonathan Brackley | 17 maja 2018         | 8 października 2018  |
| 18 | 2 | Episode 2 | Jill Robertson | Sam Vincent, Jonathan Brackley | 24 maja 2018         | 15 października 2018 |
| 19 | 3 | Episode 3 | Al Mackay      | Debbie O'Malley                | 31 maja 2018         | 22 października 2018 |
| 20 | 4 | Episode 4 | Al Mackay      | Namsi Khan                     | 7 czerwca 2018       | 29 października 2018 |
| 21 | 5 | Episode 5 | Ben A Williams | Jonathan Harbottle             | 14 czerwca 2018      | 5 listopada 2018     |
| 22 | 6 | Episode 6 | Ben A Williams | Daisy Coulam                   | 21 czerwca 2018      | 12 listopada 2018    |
| 23 | 7 | Episode 7 | Richard Senior | Melissa Iqbal                  | 28 czerwca 2018      | 19 listopada 2018    |
| 24 | 8 | Episode 8 | Richard Senior | Daisy Coulam                   | 5 lipca 2018         | 26 listopada 2018    |